# Liste de trolleybus
Cet article contient la liste des réseaux de trolleybus du monde classés par continent puis par pays. Les réseaux en gras sont les réseaux actuellement en service.

## Afrique

### Afrique du Sud
- Bloemfontein (1915-1937)
- Boksburg (1914-1925)
- Le Cap (1935-1964)
- Durban (1935-1968)
- Germiston (1914-1918)
- Johannesbourg (1936-1986)
- Pretoria (1939-1972)

#### Galerie

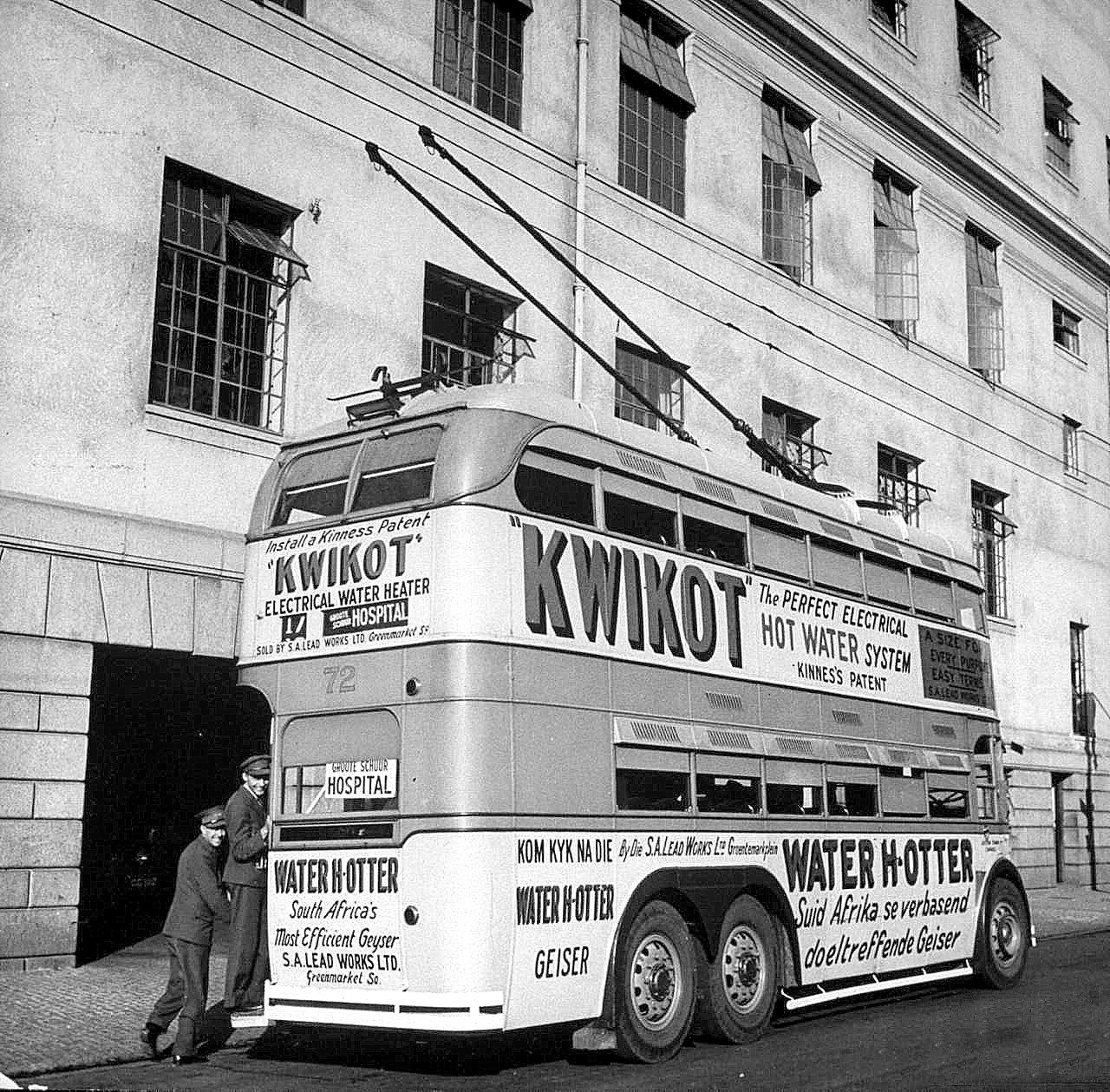
Trolleybus au Cap, 1943
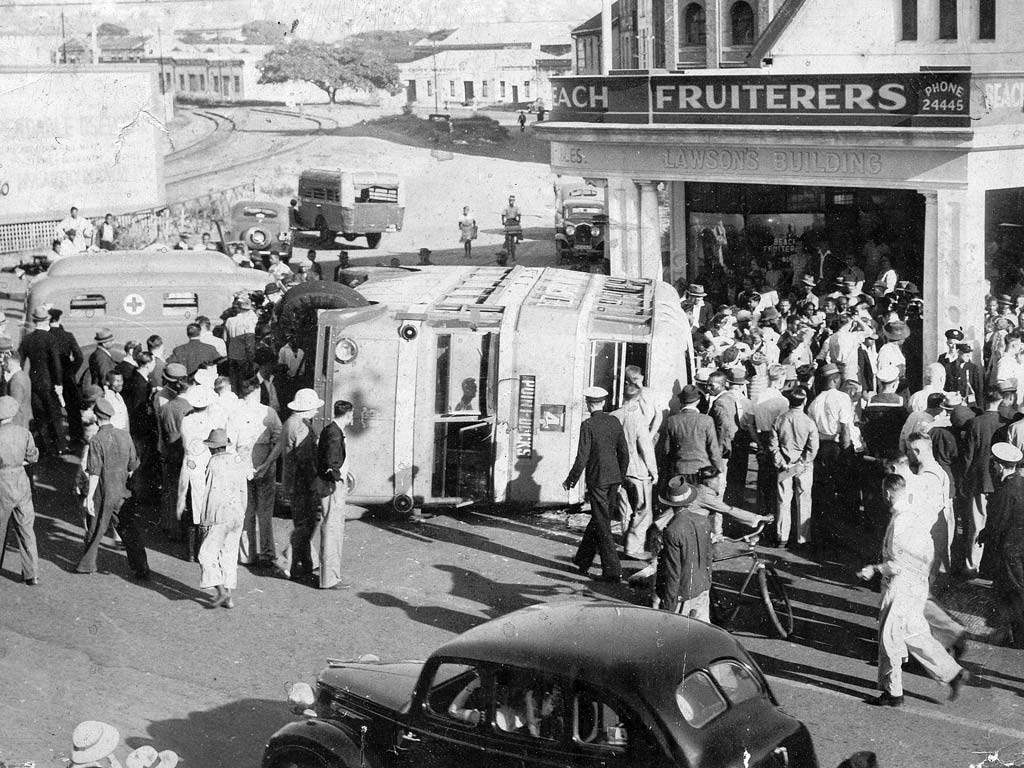
Accident de trolleybus à Durban, 1941
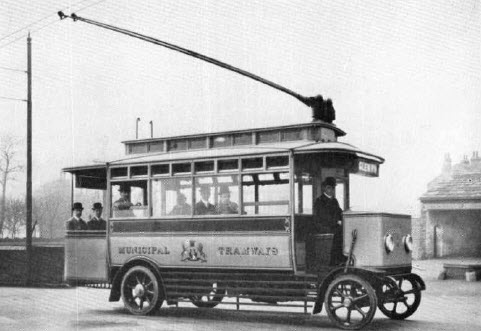
Trolleybus à Bloemfontein, 1915

### Algérie
- Alger (1935-1975)
- Constantine (1921-1963)
- Oran (1942-1969)

### Égypte
- Le Caire (1950-1981)

### Maroc
- Casablanca (1931-1962)
- Tétouan (1950-1975)
- Marrakech (depuis 2017)

### Tunisie
- Tunis (1937-1970)

## Amérique

### Argentine
- Buenos Aires (1948-1966)
- Córdoba (depuis 1989)
- La Plata (1954-1966)
- Mar del Plata (1956-1963)
- Mendoza (1913-1915 et depuis 1958)
- Rosario (depuis 1959)
- Tucumán (1955-1962)

#### Galerie

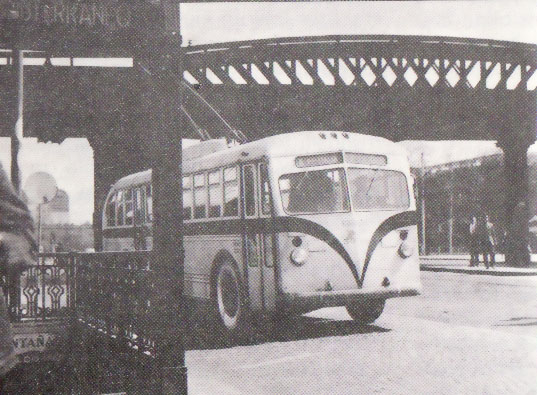
Trolleybus de Buenos Aires, 1950
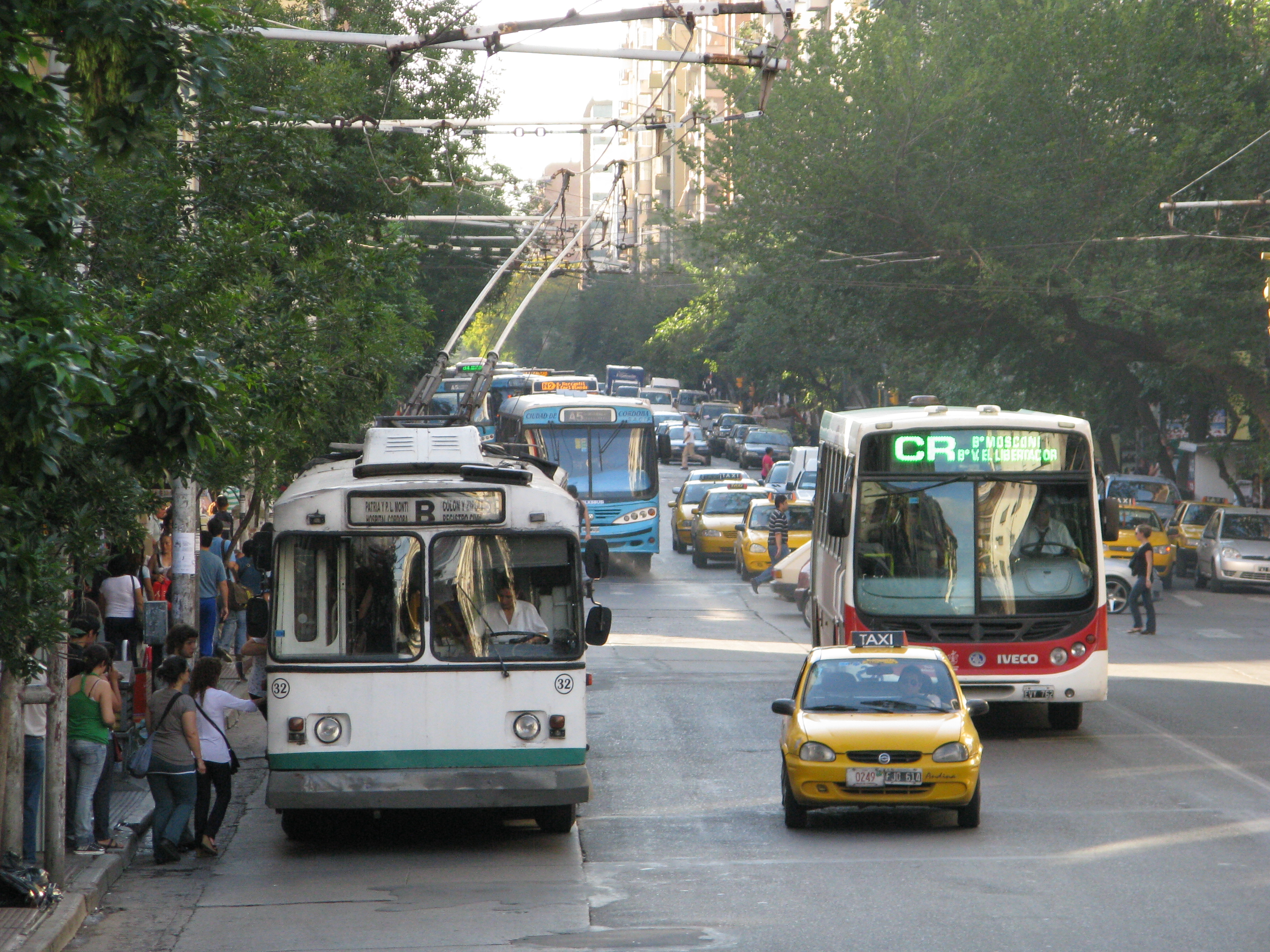
Trolleybus à Córdoba, 2009
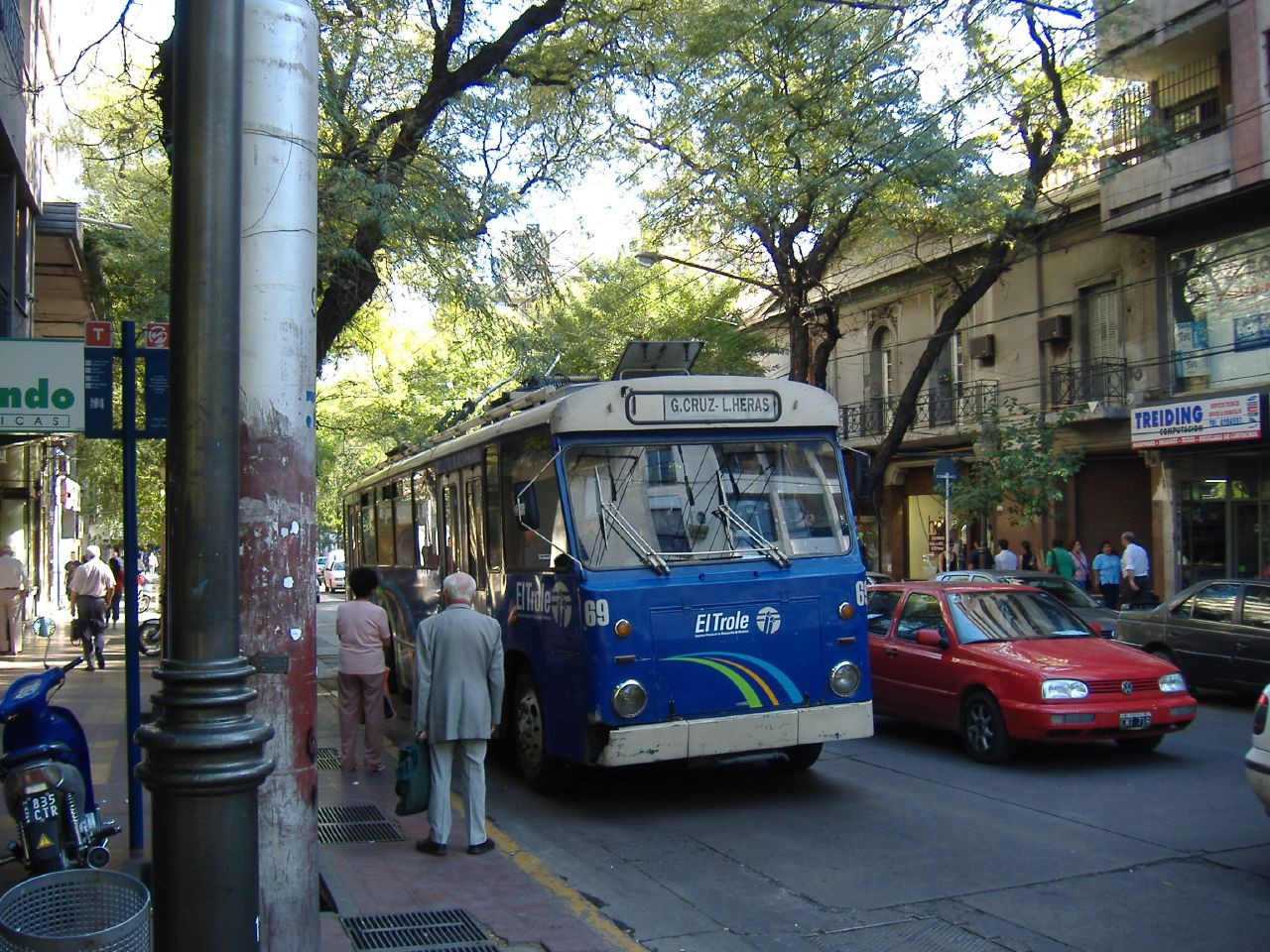
Trolleybus de Mendoza, ancien véhicule de Solingen (Allemagne), ici en 2007
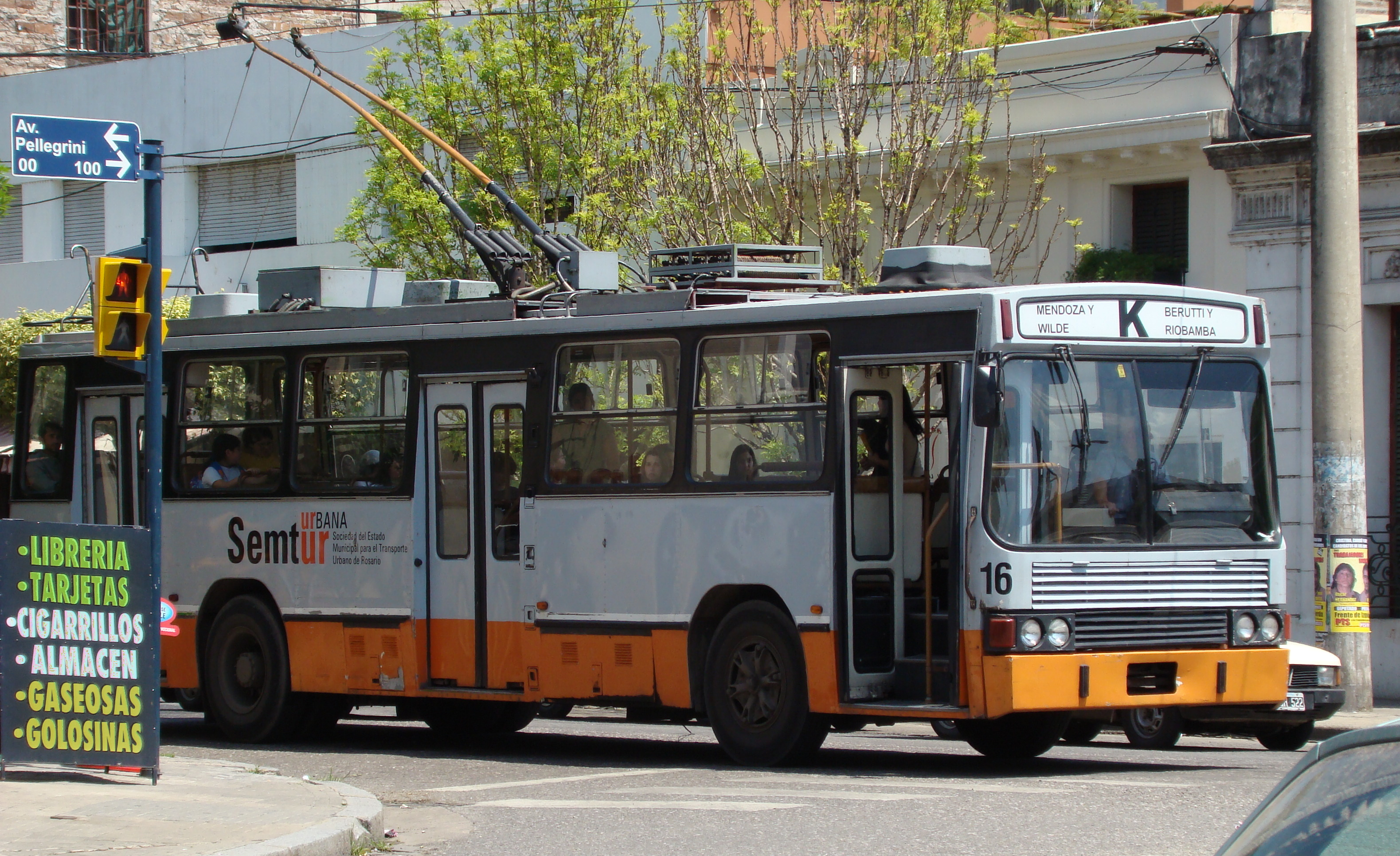
Trolleybus à Rosario, 2007

### Brésil
- Araraquara (1959-2000)
- Belo Horizonte (1953-1969)
- Campos dos Goytacazes (1958-1967)
- Fortaleza (1967-1972)
- Niterói (1953-1967)
- Porto Alegre (1963-1969)
- Recife (1960-2001)
- Ribeirão Preto (1982-1999)
- Rio Claro (1986-1993)
- Rio de Janeiro (1962-1971)
- Salvador de Bahia (1959-1968)
- Santos (depuis 1963) - voir Trolleybus de Santos
- São Paulo (depuis 1949) et région métropolitaine (depuis 1988) - voir Trolleybus de São Paulo

#### Galerie

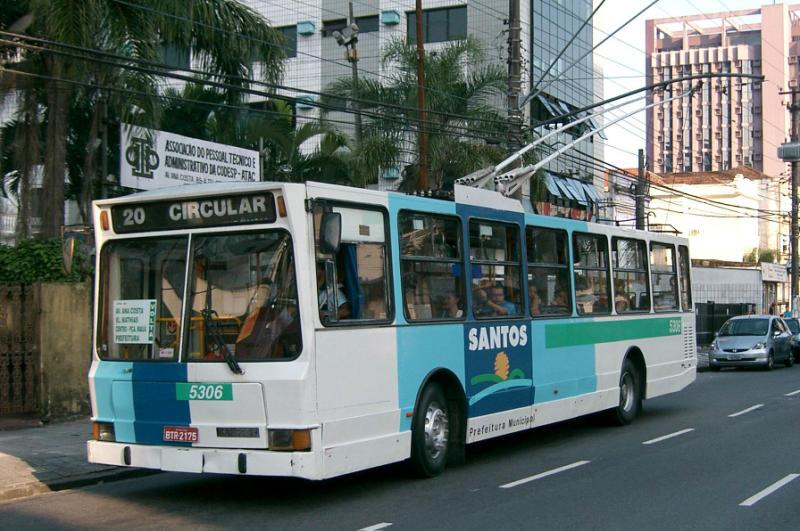
Trolleybus à Santos, 2005
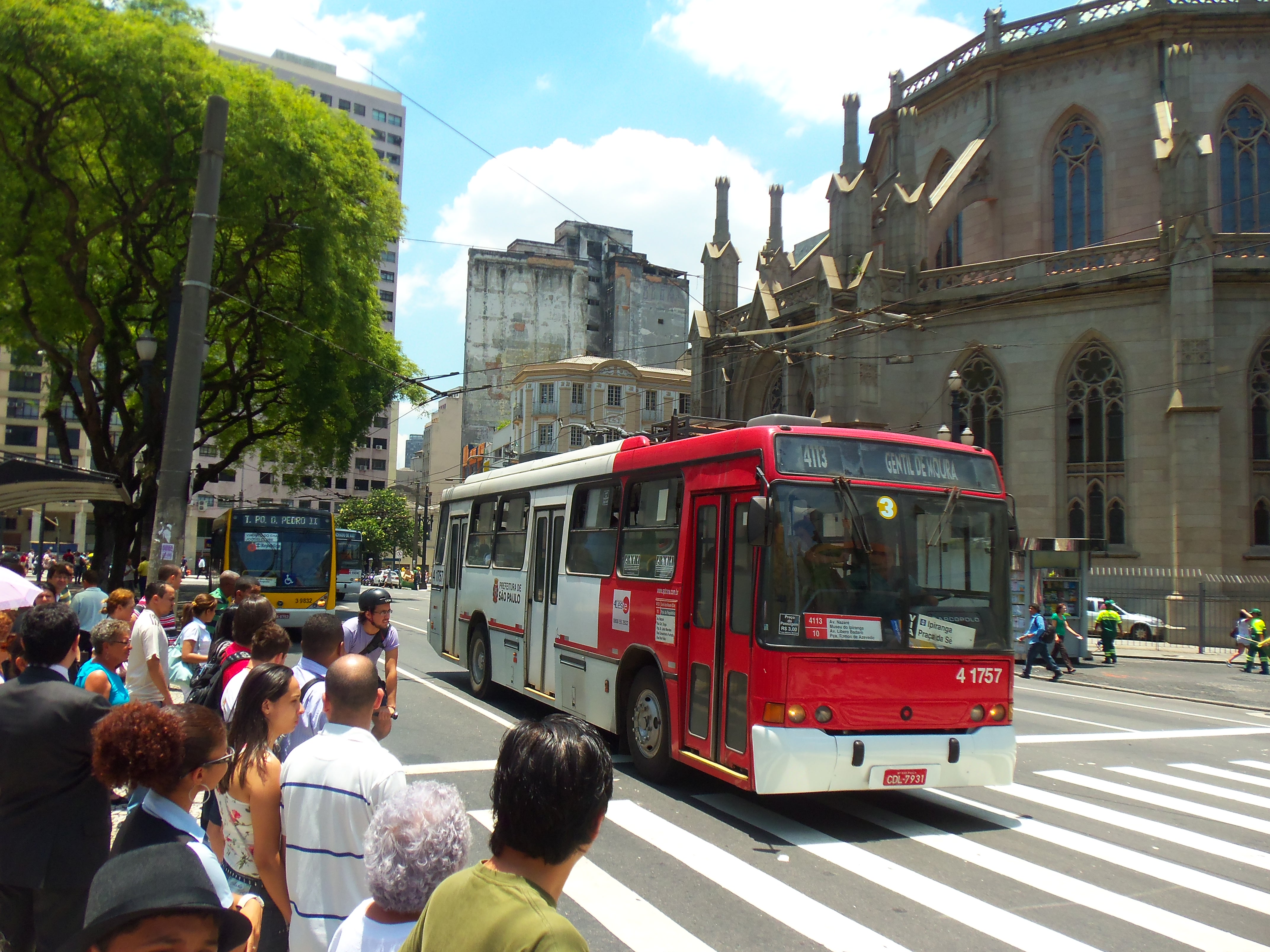
Trolleybus de São Paulo, 2012

### Canada
- Calgary (1937-1975)
- Cornwall (1949-1970)
- Edmonton (1939-2009) - voir Trolleybus d'Edmonton
- Halifax (1949-1969)
- Hamilton (1950-1992)
- Kitchener (1947-1973)
- Montréal (1937-1966)
- Ottawa (1951-1959)
- Regina (1947-1966)
- Saskatoon (1948-1974)
- Thunder Bay (1947-1972)
- Toronto (1922-1925 et 1947-1993)
- Vancouver (depuis 1948) - voir Trolleybus de Vancouver
- Windsor (1922-1926)
- Winnipeg (1938-1970)

### Chili
- Santiago (1947-1978 et 1991-1994)
- Valparaíso (depuis 1952) - voir Trolleybus de Valparaiso

### Colombie
- Bogotá (1948-1991)
- Medellín (1929-1951)

### Équateur
- Quito (depuis 1995) - voir Trolleybus de Quito

### États-Unis
- Akron (1941-1959)
- Arborway (1951-1958)
- Atlanta (1937-1963)
- Baltimore (1922-1931 et 1938-1959)
- Birmingham (1947-1958)
- Boston (depuis 1936) - voir Trolleybus de Boston
- Cambridge (depuis 1936)
- Camden (1935-1947)
- Chicago (1930-1973)
- Cincinnati (1936-1965)
- Cleveland (1936-1963)
- Cohoes (1924-1937)
- Columbus (1933-1965)
- Covington (1937-1958)
- Dallas (1945-1966)
- Dayton (depuis 1933) - voir Trolleybus de Dayton
- Denver (1940-1955)
- Des Moines (1938-1964)
- Détroit (1930-1937 et 1949-1962)
- Dorchester (1948-1962)
- Duluth (1931-1957)
- East Boston - Chelsea - Revere (1952-1961)
- Everett - Malden (1933-1963)
- Fitchburg (1932-1946)
- Flint (1936-1956)
- Fort Wayne (1940-1960)
- Greensboro (1934-1956)
- Greenville (1934-1956)
- Honolulu (1938-1957)
- Indianapolis (1932-1957)
- Johnstown (1951-1967)
- Kansas City (1938-1959)
- Kenosha (1932-1952)
- Knoxville (1930-1945)
- Little Rock (1947-1956)
- Los Angeles (1910-1915 et 1947-1963)
- Louisville (1936-1951)
- Memphis (1931-1960)
- Milwaukee (1936-1965)
- Newark (1935-1948)
- New York (Brooklyn) (1930-1960)
- New York (Staten Island) (1921-1927)
- La Nouvelle-Orléans (1929-1967)
- Pawtucket (1931-1953)
- Peoria (1931-1946)
- Petersburg (1923-1926)
- Philadelphie (depuis 1923) - voir Trolleybus de Philadelphie
- Portland (1936-1958)
- Providence (1935-1955)
- Rochester (1923-1932)
- Rockford (1930-1947)
- Saint Joseph (1932-1966)
- Salt Lake City (1928-1946)
- San Francisco (depuis 1935) - voir Trolleybus de San Francisco
- Seattle (depuis 1940) - voir Trolleybus de Seattle
- Shreveport (1931-1965)
- Somerville - Medford - Arlington (1941-1963)
- Toledo (1935-1952)
- Topeka (1932-1940)
- Wilkes-Barre (1939-1958)
- Wilmington (1939-1957)
- Youngstown (1936-1959)

### Mexique
- Guadalajara (depuis 1976) - voir Trolleybus de Guadalajara
- Mexico (depuis 1951) - voir Trolleybus de Mexico

### Pérou
- Lima (1928-1931)

### Trinidad et Tobago
- Port of Spain (1941-1956)

### Uruguay
- Montevideo (1951-1992)

### Venezuela
- Barquisimeto (2012-2013)
- Caracas (1937-1949)
- Mérida (depuis 2007)
- Valencia (1941-1947)

## Asie

### Afghanistan
- Kaboul (1979-1993)

### Arabie Saoudite
- Riyad (depuis 2013) - voir Trolleybus de Riyad

### Arménie
- Erevan (depuis 1949)
- Gyumri (1962-2005)

### Azerbaïdjan
- Bakou (1941-2006)
- Gandja (1955-2004)
- Mingachevir (1989-2005)
- Nakhitchevan (1986-2004)
- Sumqayit (1961-2006)

### Birmanie
- Rangoun (1936-1942)

### Chine
- Anshan (1975-2000)
- Benxi (1960-1998)
- Canton (depuis 1960)
- Changchun (1960-2001)
- Mines de Changzhi (depuis 1985)
- Chengdu (1962-1996)
- Chongqing (1955-2004)
- Dalian (depuis 1960)
- Fuzhou (1983-2001)
- Hangzhou (depuis 1961)
- Harbin (1958-2008)
- Jilin (1960-2000)
- Jinan (depuis 1977) - voir Trolleybus de Jinan
- Mines de Jixi (depuis ?)
- Lanzhou (1959-2008)
- Luoyang (depuis 1984)
- Nanchang (1971-2009)
- Nanjing (1960-1996)
- Pékin (depuis 1957) - voir Trolleybus de Pékin
- Qingdao (depuis 1960)
- Qiqihar (1959-2002)
- Shanghai (depuis 1914) - voir Trolleybus de Shanghai
- Shenyang (1951-1999)
- Mines de Tai'an (depuis ?)
- Taiyuan (depuis 1960)
- Tianjin (1951-1995)
- Tianshui (1958-1961)
- Wuhan (depuis 1958)
- Xi'an (1959-2009)
- Zhengzhou (1979-2010)
- Mines de Xinmi (depuis ?)

### Corée du Nord[1]
- Anju (depuis 1986)
- Chongjin (depuis 1970)
- Hamhung (depuis 1973)
- Huichon (depuis ?)
- Jonchon (depuis ?)
- Kanggye (depuis 1992)
- Kimch'aek (depuis 1985)
- Kumgol (1986-2011)
- Mannyon (?-années 2000)
- Manpo (depuis 2019)
- Nampo (depuis 1982?)
- Onsong (1996?-2004?)
- Pyongsong (depuis 1983)
- Pyongyang (depuis 1962) - voir Trolleybus de Pyongyang
- Sangnong (depuis 1993)
- Sangwon (depuis 1995)
- Sariwon (depuis ?)
- Sinhung (?-2017)
- Sinuiju (depuis 1978)[2]
- Wonsan (depuis 1988)

### Géorgie
- Batoumi (1978-2005)
- Tchiatoura (1967-2008)
- Gori (1972-2010)
- Koutaïssi (1949-2009)
- Ozourguéti (1980-2006)
- Poti (1980-2004)
- Roustavi (1971-2009)
- Samtredia (1982-2000)
- Soukhoumi (depuis 1968)
- Tbilissi (1937-2006)
- Tskhinvali (1982-1990)
- Zougdidi (1986-2009)

### Inde
- Delhi (1935-1962)
- Mumbai (1962-1971)

### Iran
- Téhéran (1992-2013)

### Japon
- Kawanishi (1928-1932)
- Kawasaki (1951-1964)
- Trolleybus du tunnel de Kanden (1964-2018)
- Kyoto (1932-1969)
- Nagoya (1943-1951)
- Osaka (1953-1970)
- Trolleybus du tunnel de Tateyama (1971-2024)
- Tokyo (1952-1968)
- Yokohama (1959-1972)

### Kazakhstan
- Aktioubé (1982-2013)
- Almaty (depuis 1944) - voir Trolleybus d'Almaty
- Astana (1983-2008)
- Atyraou (1996-1999)
- Chimkent (1969-2005)
- Karaganda (1967-2010)
- Kostanaï (1990-2005)
- Novaya Bukhtarma (1974-1980)
- Petropavl (1971-2014)
- Taraz (depuis 1980) - voir Trolleybus de Taraz

### Kirghizistan
- Bichkek (depuis 1951)
- Naryn (depuis 1994)
- Och (depuis 1977)

### Malaisie
- George Town (1925-1961)

### Mongolie
- Oulan-Bator (depuis 1987) - voir Trolleybus d'Oulan-Bator

### Népal
- Katmandou (1975-2008) - voir Trolleybus de Katmandou

### Philippines
- Manille (1929-1941)

### Ouzbékistan
- Almalyk (1967-2009)
- Andijan (1970-2002)
- Boukhara (1987-2005)
- Djizak (1997-2010)
- Ferghana (1971-2003)
- Namangan (1973-2010)
- Noukous (1991-2007)
- Ourguentch (depuis 1997)
- Samarcande (1957-2005)
- Tachkent (1947-2010)

### Singapour
- Singapour (1926-1962)

### Sri Lanka
- Colombo (1953-1964)

### Tadjikistan
- Douchanbé (depuis 1955)

### Turquie
- Ankara (1946-1981)
- Istanbul (1961-1984)
- Izmir (1954-1992)
- Malatya (depuis 2015)

### Turkménistan
- Achgabat (1964-2012)

### Vietnam
- Hanoï (1986-1993)

## Europe

### Allemagne
- Aix-la-Chapelle (1944 et 1948-1974)
- Augsbourg (1943-1957)
- Baden-Baden (1949-1971)
- Bad Neuenahr-Ahrweiler (1906-1919)
- Berlin (1912-1914 et 1933-1973)
- Bielefeld (1944-1968)
- Bochum (1949-1959)
- Bonn (1951-1971)
- Brême (1910-1916 et 1949-1961)
- Bremerhaven (1947-1958)
- Cassel (1944-1945 et 1947-1962)
- Coblence (1941-1970)
- Cologne (1950-1959)
- Darmstadt (1944-1963)
- Döbeln (1905-1914)
- Dortmund (1942-1967)
- Dresde (1903-1904 et 1947-1975)
- Duisbourg (1954-1967)
- Eberswalde (depuis 1940) - voir Trolleybus d'Eberswalde
- Erfurt (1948-1975)
- Essen (1949-1959)
- Esslingen am Neckar (depuis 1944) - voir Trolleybus d'Esslingen am Neckar
- Flensbourg (1943-1959)
- Francfort-sur-le-Main (1944-1959)
- Gera (1939-1977)
- Giessen (1941-1968)
- Greiz (1945-1969)
- Gummersbach (1948-1962)
- Hambourg (1911-1914 et 1949-1958)
- Hanovre (1937-1958)
- Heilbronn (1911-1916 et 1951-1960)
- Hildesheim (1943-1969)
- Hoyerswerda (1989-1994)
- Idar-Oberstein (1932-1969)
- Kaiserslautern (1949-1985)
- Kiel (1944-1964)
- Königstein (1901-1904)
- Krefeld (1949-1964)
- Landshut (1948-1966)
- Langenfeld (Rheinland) - Monheim am Rhein (1904-1908)
- Leipzig (1912 et 1938-1975)
- Lennestadt (1903-1916)
- Ludwigsbourg (1910-1923)
- Magdebourg (1951-1970)
- Mannheim (1930-1931)
- Marbourg (1951-1968)
- Mayence (1946-1967)
- Mettmann (1930-1954)
- Minden (1953-1965)
- Moers (1950-1968)
- Munich (1948-1966)
- Münster (1949-1968)
- Neunkirchen (1953-1964)
- Neuss (1948-1959)
- Neuwied (1949-1963)
- Nuremberg (1948-1962)
- Offenbach-sur-le-Main (1951-1972)
- Oldenbourg (1936-1957)
- Osnabrück (1949-1968)
- Pforzheim (1951-1969)
- Pirmasens (1941-1967)
- Potsdam (1949-1995)
- Ratisbonne (1953-1963)
- Rheydt (1952-1973)
- Sarrebruck (1948-1964)
- Siegen (1941-1969)
- Solingen (depuis 1952) - voir Trolleybus de Solingen)
- Trèves (1940-1970)
- Ulm (1947-1963)
- Völklingen (1950-1967)
- Weimar (1948-1993)
- Wiesbaden (1948-1961)
- Wilhelmshaven (1942-1960)
- Wuppertal (1949-1972)
- Wurzen (1905-1929)
- Zwickau (1938-1977)

### Autriche
- Graz (1941-1967)
- Innsbruck (1944-1976 et 1988-2007)
- Judenburg (1910-1914)
- Kapfenberg (1944-2002)
- Klagenfurt (1944-1963)
- Klosterneuburg (1908-1919)
- Leoben (1949-1973)
- Liesing (1909-1917)
- Linz (depuis 1944) - voir Trolleybus de Linz
- Salzbourg (depuis 1940) - voir Trolleybus de Salzbourg
- Vienne (1908-1938 et 1946-1958)

### Belgique
- Anvers (1929-1964)
- Bruxelles (1939-1964)
- Gand (1989-2009)
- Liège (1930-1971)
- Seraing

### Biélorussie
- Babrouïsk (depuis 1978)
- Brest (depuis 1981)
- Gomel (depuis 1962)
- Grodno (depuis 1974)
- Mogilev (depuis 1970)
- Minsk (depuis 1952) - voir Trolleybus de Minsk
- Vitebsk (depuis 1978)

#### Galerie

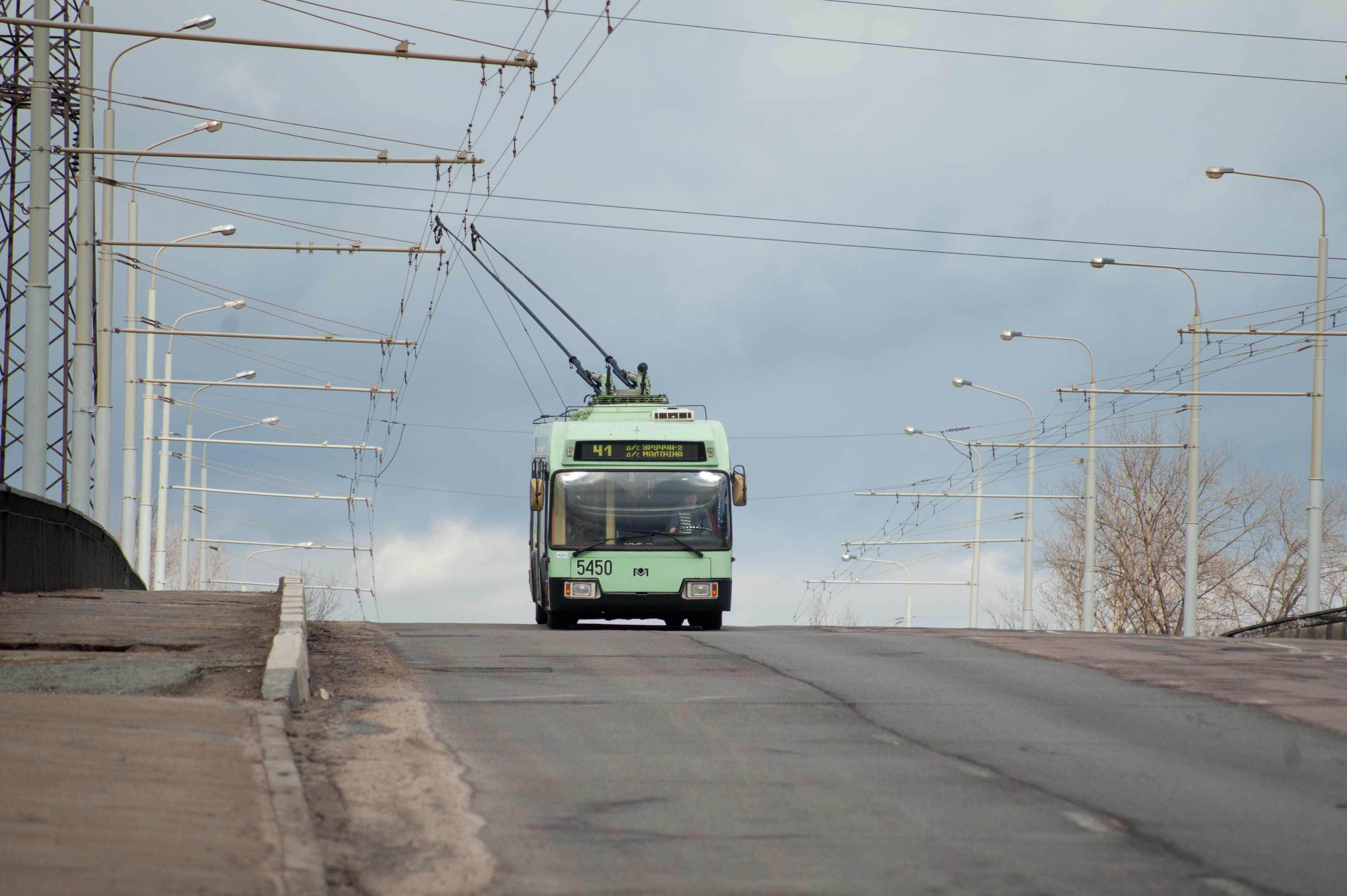
Trolleybus à Minsk

### Bosnie-Herzégovine
- Sarajevo (depuis 1984)

### Bulgarie
- Bourgas (depuis 1989)
- Dobritch (1988-2014)
- Gabrovo (1987-2013)
- Haskovo (depuis 1993)
- Kazanlak (1987-1999)
- Pazardzhik (depuis 1993)
- Pernik (1987-2015)
- Pleven (depuis 1985)
- Plovdiv (1955-2012)
- Roussé (depuis 1988) - voir Trolleybus de Roussé
- Sliven (depuis 1986)
- Sofia (1941-1944 et depuis 1948) - voir Trolleybus de Sofia
- Stara Zagora (depuis 1988)
- Varna (depuis 1986)
- Veliko Tarnovo (1988-2009)
- Vratsa (depuis 1988)

### Croatie
- Rijeka (1951-1969)
- Split (1944-1972)

### Danemark
- Copenhague (1938-1963 et 1993-1998)
- Hellerup (1927-1971)
- Odense (1939-1959)

### Espagne
- Barcelone (1941-1968)
- Bilbao (1940-1978)
- Cadix (1951-1975)
- Castellón de la Plana (1962-1969 et depuis 2008) - voir Transporte Metropolitano de la Plana
- La Corogne (1948-1979)
- Madrid (1950-1966)
- Pontevedra (1943-1989)
- Saint-Sébastien (1948-1973)
- Santander (1951-1975)
- Saragosse (1950-1975)
- Tarragone (1951-1973)
- Valence (1951-1976)

### Estonie
- Tallinn (depuis 1965) - voir Trolleybus de Tallinn

### Finlande
- Helsinki (1949-1974 et 1979-1985)
- Tampere (1948-1976)

### France
- Amiens (1946-1963) - voir Trolleybus d'Amiens
- Aubagne-Gémenos-Cuges-les-Pins (1927-1958)
- Belfort (1952-1972) - voir Trolleybus de Belfort
- Bordeaux (1940-1954) - voir Trolleybus de Bordeaux
- Brest (1947-1970) - voir Trolleybus de Brest
- Chambéry-Chignin (1930-1955)
- Charbonnières-les-Bains (1905-1907)
- Dijon (1950-1966) - voir Trolleybus de Dijon
- Fontainebleau-Samois (1901-1913)
- Forbach (1950-1970) - voir Trolleybus de Forbach
- Grenoble (1947-1999) - voir Trolleybus de Grenoble
- Le Havre (1947-1970) - voir Trolleybus du Havre
- Le Mans (1947-1969) - voir Trolleybus du Mans
- Limoges (depuis 1943) - voir Trolleybus de Limoges
- Lyon (depuis 1936) - voir Trolleybus de Lyon
- Marseille (1902-1908 et 1942-2004) - voir Trolleybus de Marseille
- Marseille-Aix-en-Provence (1948-1964)
- Metz (1947-1966) - voir Trolleybus de Metz
- Modane-Lanslebourg (1923-1940)
- Montauban (1903-1904)
- Moûtiers-Villard-du-Planay (1930-1965)
- Mulhouse (1908-1918 et 1946-1968) - voir Trolleybus de Mulhouse
- Nancy (1982-1999 et depuis 2025) - voir Trolleybus de Nancy
- Nice (1942-1970) - voir Trolleybus de Nice
- Nîmes-Pont-du-Gard (1924-1927)
- Perpignan (1952-1968) - voir Trolleybus de Perpignan
- Paris (1900, 1925-1935 et 1943-1966) - voir Trolleybus de Paris
- Poitiers (1943-1965) - voir Trolleybus de Poitiers
- Rouen (1933-1970) - voir Trolleybus de Rouen
- Saint-Étienne (depuis 1940) - voir Trolleybus de Saint-Étienne
- Saint-Malo (1906-1907 et 1948-1959)
- Strasbourg (1939-1962) - voir Trolleybus de Strasbourg
- Toulon (1949-1973) - voir Trolleybus de Toulon
- Tours (1949-1968) - voir Trolleybus de Tours

### Grèce
- Athènes (depuis 1953) et Le Pirée (depuis 1948) - voir Trolleybus d'Athènes

### Hongrie
- Budapest (1933-1944 et depuis 1949) - voir Trolleybus de Budapest
- Debrecen (depuis 1985) - voir Trolleybus de Debrecen
- Szeged (depuis 1979) - voir Trolleybus de Szeged

### Italie
- Alba - Barolo (1910-1919)
- Alexandrie (1952-1974)
- Ancône (depuis 1949) - voir Trolleybus d'Ancône
- Anzio - Nettuno (1939-1944)
- Argegno (1909-1922)
- L'Aquila (1909-1924)
- Avellino (1947-1973)
- Bari (1939-1974 et 1978-1987)
- Bergame (1921-1922 et 1949-1978)
- Bologne (1940-1945, 1955-1982 et depuis 1991) - voir Trolleybus de Bologne
- Brescia (1936-1968)
- Cagliari (depuis 1952) - voir Trolleybus de Cagliari
- Capoue - Caserte - Maddaloni (1961-1972)
- Carrare (1955-1985)
- Catane (1949-1966)
- Châtillon (1920-1925)
- Chiusa di Pesio (1909-1957)
- Chieti (depuis 1950)
- Civitanova Marche (1956-1974)
- Côme (1938-1978)
- Crémone (1940 - 2002)
- Cuneo (1908-1968)
- Desenzano del Garda (1920-1932)
- Fermo - Porto San Giorgio (1958-1977)
- Ferrare (1938-1975)
- Florence (1937-1973)
- Gallarate - Samarate (1904-1906)
- Gênes (1938-1973 et depuis 1997) - voir Trolleybus de Gênes
- Ivrée - Cuorgnè (1908-1935)
- Lanzo d'Intelvi (1912-1922)
- Lecce (depuis 2012) - voir Trolleybus de Lecce
- Livourne (1934-1973)
- Milan (depuis 1933) - voir Trolleybus de Milan
- Modène (depuis 1950) - voir Trolleybus de Modène
- Naples (depuis 1940) - voir Trolleybus de Naples
- Padoue (1937-1970)
- Palerme (1939-1966)
- Parme (depuis 1953) - voir Trolleybus de Parme
- Pavie (1952-1968)
- Pérouse (1943 et 1946-1975)
- Pescara (1903-1904)
- Pise (1952-1968)
- Rimini (depuis 1939) - voir Trolleybus Rimini - Riccione
- Rome (1937-1972 et depuis 2005) - voir Trolleybus de Rome
- Salerne (1937-1987)
- Sanremo (depuis 1942)
- Sienne (1907-1917)
- La Spezia (1906-1909 et depuis 1951)
- Stresa (1909-?)
- Tirano (1915-1916 et 1940-1950)
- Trapani (1952-1967)
- Trieste (1935-1975)
- Turin (1931-1980)
- Venise (1933-1968)
- Vérone (1937-1981)
- Vicence (1928-1970)

### Lettonie
- Rīga (depuis 1947) - voir Trolleybus de Riga

### Lituanie
- Kaunas (depuis 1965) - voir Trolleybus de Kaunas
- Vilnius (depuis 1956) - voir Trolleybus de Vilnius

### Moldavie
- Bălți (depuis 1972)
- Chișinău (depuis 1949) - voir Trolleybus de Chișinău
- Solonceni (1992-1994)
- Tighina (depuis 1996)
- Tiraspol (depuis 1967)

### Monaco
Monaco possédait un trolleybus durant l'entre-deux-guerres et pendant la Seconde Guerre mondiale.

### Norvège
- Bergen (depuis 1950) - voir Trolleybus de Bergen
- Drammen (1909-1967)
- Oslo (1940-1968)
- Stavanger (1947-1963)

### Pays-Bas
- Arnhem (depuis 1949) - voir Trolleybus d'Arnhem
- Groningue (1927-1965)
- Nimègue (1959-1969)

### Pologne
- Bydgoszcz (1943-1945)
- Dębica (1988-1990)
- Gdańsk (1943-1945)
- Gdynia (depuis 1943) - voir Trolleybus de Gdynia
- Gorzów Wielkopolski (1943-1945)
- Jelenia Góra (1944-1945)
- Legnica (1943-1945 et 1949-1956)
- Lublin (depuis 1953) - voir Trolleybus de Lublin
- Olsztyn (1939-1945 et 1946-1971)
- Poznań (1930-1945 et 1946-1972)
- Słupsk (1985-1999)
- Tychy (depuis 1982) - voir Trolleybus de Tychy
- Varsovie (1946-1973 et 1983-1995)
- Wałbrzych (1944-1973)
- Wrocław (1912-1914)

### Portugal
- Braga (1963-1979)
- Coimbra (depuis 1947)
- Porto (1959-1997)

### République tchèque
- Brno (depuis 1949) - voir Trolleybus de Brno
- České Budějovice (1909-1914, 1948-1971 et depuis 1991) - voir Trolleybus de České Budějovice
- České Velenice (1907-1916)
- Chomutov (depuis 1995)
- Děčín (1950-1973)
- Hradec Kralove (depuis 1949) - voir Trolleybus de Hradec Kralove
- Jihlava (depuis 1948) - voir Trolleybus de Jihlava
- Mariánské Lázně (depuis 1952) - voir Trolleybus de Mariánské Lázně
- Most (1948-1959)
- Opava (depuis 1952) - voir Trolleybus d'Opava
- Ostrava (depuis 1952) - voir Trolleybus d'Ostrava
- Pardubice (depuis 1952) - voir Trolleybus de Pardubice
- Plzeň (depuis 1941) - voir Trolleybus de Plzeň
- Prague (1936-1972 et depuis 2017)  - voir Trolleybus de Prague
- Teplice (depuis 1952) - voir Trolleybus de Teplice
- Ústí nad Labem (depuis 1988) - voir Trolleybus de Ústí nad Labem
- Zlín (depuis 1944) - voir Trolleybus de Zlín

### Roumanie
- Baia Mare (depuis 1992)
- Brăila (1989-1999)
- Brașov (depuis 1959)
- Bucarest (depuis 1950) - voir Trolleybus de Bucarest
- Cluj-Napoca (depuis 1959)
- Constanța (1959-2010)
- Craiova (1943-1944)
- Galați (depuis 1989)
- Iași (1985-2006)
- Mediaș (depuis 1989)
- Piatra Neamț (depuis 1996) - voir Trolleybus de Piatra Neamț
- Ploiești (depuis 1997)
- Satu Mare (1994-2005)
- Sibiu (1983-2009)
- Slatina (1996-2005)
- Suceava (1987-2006)
- Târgoviște (1995-2005)
- Târgu Jiu (depuis 1995)
- Timișoara (depuis 1942)
- Vaslui (depuis 1994, suspendu en 2009 pour modernisation)

### Royaume-Uni
- Aberdare (1914-1925)
- Ashton-under-Lyne (1925-1966)
- Atherton (1930-1958)
- Belfast (1938-1968)
- Birmingham (1922-1951)
- Bournemouth (1933-1969)
- Bradford (1911-1972)
- Brighton (1913-1914et 1939-1961)
- Cardiff (1942-1970)
- Chesterfield (1927-1938)
- Cleethorpes (1937-1960)
- Darlington (1926-1957)
- Derby (1932-1967)
- Doncaster (1928-1963)
- Dundee (1912-1914)
- Glasgow (1949-1967)
- Grimsby (1926-1960)
- Halifax (1921-1926)
- Hartlepool (1924-1953)
- Hastings (1928-1959)
- Huddersfield (1933-1968)
- Ipswich (1923-1963)
- Keighley (1913-1932)
- Kingston upon Hull (1937-1964)
- Leeds (1911-1928)
- Llanelli (1932-1952)
- Londres (1931-1962) - voir Trolleybus de Londres
- Maidstone (1928-1967)
- Manchester (1938-1966)
- Mexborough (1915-1961)
- Middlesbrough (1919-1971)
- Newcastle upon Tyne (1935-1966)
- Nottingham (1927-1966)
- Oldham (1925-1926)
- Pontypridd (1930-1957)
- Portsmouth (1934-1963)
- Ramsbottom (1913-1931)
- Reading (1936-1968)
- Rhondda (1914-1915)
- Rotherham (1912-1965)
- Southend-on-Sea (1925-1954)
- South Shields (1936-1964)
- St Helens (1927-1958)
- Stockport (1913-1920)
- Walsall (1931-1970)
- Wigan (1925-1931)
- Wolverhampton (1923-1967)
- York (1920-1935)

### Russie
- Abakan (depuis 1980)
- Almetievsk (depuis 1976)
- Arkhangelsk (1974-2008)
- Armavir (depuis 1973)
- Astrakhan (depuis 1967)
- Balakovo (depuis 1967)
- Barnaoul (depuis 1973)
- Belgorod (depuis 1957) - voir Trolleybus de Belgorod
- Berezniki (depuis 1961)
- Blagovechtchensk (depuis 1979)
- Bratsk (depuis 1975)
- Briansk (depuis 1960)
- Chakhty (1975-2007)
- Dzerjinsk (depuis 1976)
- Engels (depuis 1964)
- Grozny (1975-1994)
- Iaroslavl (depuis 1949) - voir Trolleybus d'Iaroslavl
- Iekaterinbourg (depuis 1943)
- Ijevsk (depuis 1968)
- Iochkar-Ola (depuis 1971)
- Irkoutsk (depuis 1970) - voir Trolleybus d'Irkoutsk
- Ivanovo (depuis 1962)
- Kaliningrad (1943-1945 et depuis 1975) - voir Trolleybus de Kaliningrad
- Kalouga (depuis 1956) - voir Trolleybus de Kalouga
- Kamensk-Ouralski (1956-2015)
- Katchkanar (1972-1985)
- Kazan (depuis 1948) - voir Trolleybus de Kazan
- Kemerovo (depuis 1970) - voir Trolleybus de Kemerovo
- Kertch depuis (2004)
- Khabarovsk (depuis 1975)  - voir Trolleybus de Khabarovsk
- Khimki (depuis 1997)
- Kirov (depuis 1943)
- Kostroma (depuis 1974)
- Kourgan (1965-2015)
- Koursk (depuis 1972)
- Kovrov (depuis 1975) - voir Trolleybus de Kovrov
- Krasnodar (depuis 1950) - voir Trolleybus de Krasnodar
- Krasnoïarsk (depuis 1959)
- Leninsk-Kouznetski (depuis 1984)
- Lipetsk (depuis 1972)
- Maïkop (depuis 1974)
- Makhatchkala (depuis 1973)
- Miass (depuis 1975)
- Moscou (depuis 1933) - voir Trolleybus de Moscou
- Mourmansk (depuis 1962) - voir Trolleybus de Mourmansk
- Naltchik (depuis 1980)
- Nijni Novgorod (depuis 1947)
- Novgorod (depuis 1995)
- Novotcheboksarsk (depuis 1979)
- Novokouïbychevsk (depuis 1986)
- Novokouznetsk (depuis 1978)
- Novorossiisk (depuis 1969)
- Novossibirsk (depuis 1957)
- Omsk (depuis 1955) - voir Trolleybus d'Omsk
- Orel (depuis 1968)
- Orenbourg (depuis 1953)
- Oufa (depuis 1962)
- Oulianovsk (depuis 1973)
- Penza (depuis 1948)
- Perm (depuis 1960)
- Petrozavodsk (depuis 1961)
- Podolsk (depuis 2001)
- Riazan (depuis 1949)
- Rostov-sur-le-Don (depuis 1936) - voir Trolleybus de Rostov-sur-le-Don
- Roubtsovsk (depuis 1973)
- Rybinsk (depuis 1976)
- Saint-Pétersbourg (depuis 1936) - voir Trolleybus de Saint-Pétersbourg
- Samara (depuis 1942)
- Saransk (depuis 1966)
- Saratov (depuis 1952)
- Sébastopol (depuis 1950) - voir Trolleybus de Sébastopol
- Simferopol - Alouchta -  Yalta (depuis 1959) - voir Trolleybus de Crimée
- Smolensk (depuis 1991) - voir Trolleybus de Smolensk
- Stavropol (depuis 1964)
- Sterlitamak (depuis 1961)
- Syzran (2002-2009)
- Taganrog (depuis 1977)
- Tambov (depuis 1955)
- Tcheboksary (depuis 1964)
- Tcheliabinsk (depuis 1942)
- Tcherkessk (depuis 1988)
- Tcherniakhovsk (1936-1945)
- Tchita (depuis 1970)
- Tioumen (1970-2009)
- Togliatti (depuis 1966)
- Tomsk (depuis 1967)
- Toula (depuis 1962)
- Tver (depuis 1967)
- Vidnoïe (depuis 2000)
- Vladimir (depuis 1952)
- Vladikavkaz (1977-2010)
- Vladivostok (depuis 1965) - voir Trolleybus de Vladivostok
- Volgodonsk (depuis 1977)
- Volgograd (depuis 1960) - voir Trolleybus de Volgograd
- Vologda (depuis 1979) - voir Trolleybus de Vologda
- Voronej (depuis 1960) - voir Trolleybus de Voronej

### Serbie
- Belgrade (depuis 1947)

### Slovaquie
- Banská Bystrica (depuis 1989) - voir Trolleybus de Banská Bystrica
- Bratislava (de 1909 à 1915 et depuis 1941) - voir Trolleybus de Bratislava
- Hautes Tatras (de 1904 à 1906)
- Košice (1993-2015) - voir Trolleybus de Košice
- Poprad (1904-1907)
- Prešov (depuis 1962) - voir Trolleybus de Prešov
- Žilina (depuis 1994) - voir Trolleybus de Žilina

### Slovénie
- Ljubljana (1951-1971)
- Piran (1909-1912)

### Suède
- Göteborg (1940-1964)
- Landskrona (depuis 2003) - voir Trolleybus de Landskrona
- Stockholm (1941-1964)
- Västerås (1938-1948)

### Suisse
- Altstätten (1940-1977)
- Bâle (1941-2008)
- Berne (depuis 1940) - voir Trolleybus de Berne
- Bienne (depuis 1940) - voir Trolleybus de Bienne
- Cernier (Val-de-Ruz) (1948-1984) - voir Tramway du Val-de-Ruz
- Fribourg (depuis 1949) - voir Trolleybus de Fribourg
- Genève (depuis 1942) - voir Trolleybus de Genève
- La Chaux-de-Fonds (1949-2014) - voir Trolleybus de La Chaux-de-Fonds
- Lausanne (depuis 1932) - voir Trolleybus de Lausanne
- Lugano (1954-2001)
- Lucerne (depuis 1941) - voir Trolleybus de Lucerne
- Neuchâtel (depuis 1940) - voir Trolleybus de Neuchâtel
- Saint-Gall (depuis 1950) - voir Trolleybus de Saint-Gall
- Schaffhouse (depuis 1966) - voir Trolleybus de Schaffhouse
- Thoune (1952-1982) - voir Tramway Steffisburg–Thun–Interlaken
- Vevey/Montreux/Villeneuve (depuis 1957) - voir Trolleybus de Vevey/Montreux/Villeneuve
- Winterthour (depuis 1938) - voir Trolleybus de Winterthour
- Zurich (depuis 1939) - voir Trolleybus de Zurich

### Ukraine
L'Ukraine possède en Crimée la plus longue ligne de trolleybus du monde : Le Trolleybus de Crimée qui relie Simferopol à Yalta (86 kilomètres).
- Alouchta - Simferopol - Yalta (depuis 1959) - voir Trolleybus de Crimée
- Altchevsk (depuis 1954)
- Antratsyt (depuis 1987)
- Bakhmout (depuis 1968)
- Bila Tserkva (depuis 1980)
- Dnipro (depuis 1947)
- Dobropillia (1968-2011)
- Donetsk (depuis 1940)
- Horlivka (depuis 1974)
- Ivano-Frankivsk (depuis 1983)
- Jytomyr (depuis 1962)
- Kertch (depuis 2004)
- Kharkiv (depuis 1939)
- Khartsyzk (depuis 1982)
- Kherson (depuis 1960)
- Khmelnytskyï (depuis 1970)
- Kiev (depuis 1935)
- Kropyvnytskyï (depuis 1967)
- Kramatorsk (depuis 1971)
- Sorokyne (depuis 1987)
- Krementchouk (depuis 1966)
- Kryvyï Rih (depuis 1957)
- Louhansk (depuis 1962)
- Loutsk (depuis 1972)
- Lviv (depuis 1952) - voir Trolleybus de Lviv
- Lyssytchansk (depuis 1972)
- Makiïvka (depuis 1969)
- Marioupol (depuis 1970)
- Mykolaïv (depuis 1967) - voir Trolleybus de Mykolaïv
- Odessa (depuis 1945)
- Poltava (depuis 1962)
- Rivne (depuis 1974)
- Severodonetsk (depuis 1979)
- Sloviansk (depuis 1977)
- Soumy (depuis 1967)
- Kadiïvka (1970-2011)
- Tcherkassy (depuis 1965)
- Tchernihiv (depuis 1964)
- Tchernivtsi (depuis 1939)
- Ternopil (depuis 1975)
- Toretsk (1985-2007)
- Vinnytsia (depuis 1964)
- Vouhlehirsk (depuis 1982)
- Zaporijia (depuis 1949)

## Océanie

### Australie
- Adelaïde (1937-1963)
- Brisbane (1951-1969)
- Hobart (1935-1968)
- Launceston (1951-1968)
- Perth (1933-1969)
- Sydney (1934-1959)

### Nouvelle-Zélande
- Auckland (1949-1980)
- Christchurch (1931-1956)
- Dunedin (1950-1982)
- New Plymouth (1950-1967)
- Wellington (1924-1932 et depuis 1949) - voir Trolleybus de Wellington